# Éditions du Triton
Éditions du Triton est une maison d'édition française de bande dessinée spécialisée dans la traduction de comics d'horreur et de fantasy. Liée aux Éditions du Fromage et dirigée par Fershid Bharucha, la société a été active de 1978 à 1980.

## Historique
En 1978, Fershid Bharucha, directeur de L'Écho des savanes Spécial USA et de la « Collection USA » des Éditions du Fromage, s'associe avec son éditeur pour fonder une nouvelle maison d'édition, les Éditions du Triton. Le Triton commence par publier deux magazines d'horreur, Vampirella et Creepy, qui sont arrêtés après quatre numéros faute de rentabilité. Bharucha édite alors de nombreux albums d'auteurs américains de fantasy ou d'horreur pour éponger les dettes. Il tente également une diversification dans la bande dessinée humoristique néerlandaise en 1980.
En 1981, la situation des Éditions du Fromage devenant financièrement compliquée, Bharucha met fin aux Éditions du Triton et lance avec l'aide d'Étienne Robial les éditions Icare, puis fonde l'année suivante, seul, les éditions Neptune.

## Publications[4]
Bandes dessinées américaines
- Les Bandes dessinées fantastiques de Jeff Jones, Jeff Jones, 1979.
- Bizarre Sec Comics, collectif, 1979.
- Chères fraîches, Rand Holmes, 1979.
- Chutes Libres, Michael Kaluta, 1980.
- Conquêtes Païennes, Wallace Wood, 1980.
- Contes à rebours, Paul Kirchner, 1980.
- Creepy (magazine), 4 numéros, 1978.
- Femmes de rêve, José González, 1979.
- Les Mutants, Bernie Wrightson, 1979.
- Nuits Blêmes, Richard Corben, 1979.
- Le Petit Sauvage, José Ortiz, 1980.
- Profondeurs, Richard Corben, 1978.
- Le Roi du monde, Wallace Wood, 1978.
- Temps Pi, Alex Niño, 1979.
- Ténèbres écarlates, Neal Adams, 1980.
- Trouilles noires, Ralph Reese, 1979.
- Vampirella (magazine), 4 numéros, 1978.
- Vampirella, José González, 1980.

Bandes dessinées néerlandaises
- Knut le viking, Dick Matena, 1980.
- Les petits Argonautes larguent les amarres, Dick Matena et Lo Hartog van Banda, 1980.
- Supermax contre la supermolécule, Lo Hartog van Banda et Johnn Bakker, 1980.
- William Wish, Fred Julsing (nl), 1980.

### Documentation
- Fershid Bharucha (int. par Back-Up), « Fershid Bharucha, entretien avec un pionnier  », Back-Up, Association Back-Up, no 8,‎ février 2001, p. 7-30 (lire en ligne).